# زان (آلمان)
زان (به آلمانی: Sanne) یک منطقهٔ مسکونی در آلمان است که در هاسل (زاکسونی)-آنهالت واقع شده‌است. زان ۱۶۲ نفر جمعیت دارد.